# Achyropsis greenwayi
Achyropsis greenwayi är en amarantväxtart som beskrevs av Karl Suessenguth. Achyropsis greenwayi ingår i släktet Achyropsis och familjen amarantväxter. Inga underarter finns listade i Catalogue of Life.